# اچ‌ام‌اس یونیتی (۱۶۶۵)
اچ‌ام‌اس یونیتی (۱۶۶۵) (به انگلیسی: HMS Unity (1665)) یک کشتی بود که طول آن ۹۵ فوت (۲۹ متر) بود.